# Ambrogio di Baldese
Ambrogio di Baldese reconnu ensuite comme étant Lippo d'Andrea (pseudo-Ambrogio di Baldese) (1377 – v. 1427) est un peintre de l'école florentine du gothique tardif.
Vasari le nomme Lippo fiorentino.

## Biographie
Ambrogio di Baldese collabora avec, entre autres, Niccolò di Pietro Gerini, au palais Datini de Prato, à la  réalisation des Histoires de la vie de Francesco di Marco Datini en 16 fresques, 6 écussons des « Ceppi » sur champ d'argent et lys d'or, 15 petits écussons et la  dipintura del tetto (la peinture du toit). Seules des sinopie nous sont parvenues, détachées et transférées à l'intérieur du palais.

## Œuvres

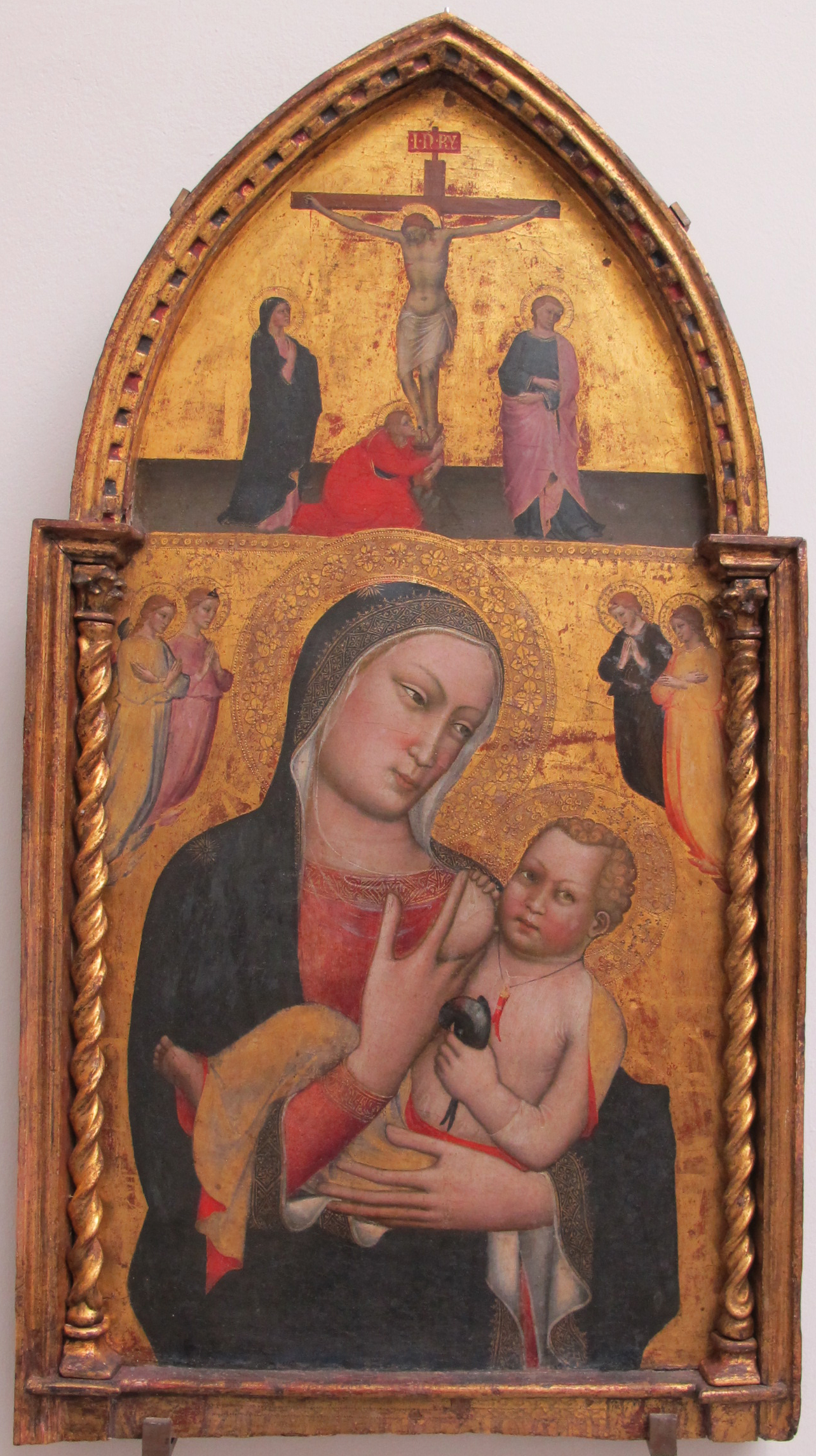
Madonna del Latte, Empoli

- Saint André, fragement de fresque détachée du Duomo (pendant la période du purisme italien), transférée au Museo dell'Opera del Duomo (Florence)
- Madone trônant entouré  d'anges et des saints Jean-Baptiste et Nicolas de Bari, College Museum of Art, Middlebury.
- Madonna del Latte, Museo della Collegiata, Empoli.
- Vierge à l'Enfant avec les saints Jérôme et Laurent, collection particulière
- Madonna col Bambino, musée d'art sacré, Certaldo alto
- Fresque extérieure de la Loggia del Bigallo, Florence.
- Histoires de la vie de Francesco di Marco Datini, restes des fresques en sinopia, Palazzo Datini, Prato.
- Couronnement de la Vierge, musées capitolini, Vatican
- Polyptyque de la Madonna col Bambino tra i santi Luigi di Francia, Nicola, Stefano e Donato e Eufrosino, Giovanni Battista, Giusto e Michele Arcangelo, pour la chapelle Gherardini à  S. Stefano al Ponte de Florence, aujourd'hui dans l'église del Sacro Cuore a Greti[2].
- Vierge à l'Enfant (1420-1425), Rijksmuseum Amsterdam, inv. no SK-A-2589
- Saint Maur sauvant saint Placide de la noyade
- Adoration des mages,
- Saint Michel archange,

## Sources
- (it) Cet article est partiellement ou en totalité issu de l’article de Wikipédia en italien intitulé « Ambrogio di Baldese » (voir la liste des auteurs).